# Matadero Madrid
Matadero Madrid — культурно-развлекательный комплекс в Мадриде в районе Аргансуэла, включающий в себя два кинотеатра, огромную фильмотеку и съёмочную площадку.

## История
В начале XX века в здании, где сейчас находится культурно-развлекательный комплекс Matadero, располагались старые мадридские скотобойни. Затем кирпичное строение было отреставрировано и модернизировано архитектурными компаниями Leticia López de Santiago, Josemaría de Churtichaga + Cayetana de la Quadra-Salcedo, EUTECA Juan de la Torre Calvo и Urculo Ingenieros. Проект модернизации комплекса курировал городской совет Мадрида.

## Структура комплекса и высокие технологии
Фильмотека связана с остальными помещениями Matadero трапециевидной лестницей, словно сотканной из светодиодных трубочек, переливающихся тёплым и живым «солнечным» светом. Сами залы комплекса устроены так, чтобы светодиодное освещение не мешало посетителям рассматривать огромную коллекцию экспонатов, связанных с кинематографом. Поэтому пол, потолок и стены залов обиты чёрным деревом, что усиливает впечатление от светодиодного освещения и в то же время не отвлекает посетителей.
Фильмотека Matadero занимает весь первый этаж комплекса. На втором этаже расположен учебный центр, где каждый посетитель может познакомиться с различными сторонами киноискусства. На других этажах находятся стеллажи для более чем 1000 фильмов и книг на эту тему.
Съёмочная площадка комплекса расположена под открытым небом. Площадка задумана так, что её легко адаптировать под любые нужды и цели. Она открыта не только для маститых кинематографистов, но и новичков. После съёмки фильма на площадке, его тут же можно посмотреть в одном из двух кинотеатров Matadero, на 239 посадочных мест каждый.
Стены и потолок в залах обоих кинотеатров выполнены из специальных чёрных трубок, заполненных светодиодами, что создает иллюзию, будто зрители окружены звёздным небом.

## Современность
В настоящее время Matadero — одна из самых посещаемых достопримечательностей как Мадрида, так и Испании в целом.